# Axonya
Axonya – rodzaj chrząszczy z rodziny biegaczowatych i podrodziny Broscinae.

## Taksonomia
Rodzaj ten opisany został w 1923 roku przez Herberta E. Andrewes, jako monotypowy, z jednym gatunkiem: Axonya championi. W 1999 roku przez Alexandra Dostala i Herberta Zettla zostały opisane jeszcze dwa gatunki: A. similis i A. farsica. Według A. Aniszczenki istnieje możliwość, że A. similis jest synonimem A. championi.

## Morfologia
Ciało długości od 9 do 10,2 mm. Na wardze górnej sześć szczecinek, a na nadustku dwie, podobnie jak na liguli. Bródka szeroka z zębem środkowym krótkim i ostrym. Przedni i tylny brzeg przedplecza nieposzerzone, zaś boczne brzegi rozszerzone, zaokrąglone z pojedynczymi szczecinkami w przedniej ¼. Pokrywy pozbawione rzędów przytarczkowych i z uszczecinonym punktem na drugim rzędzie, za nasadą. Rzędów na pokrywach osiem. Dziewiąty międzyrząd z jednym punktem zabarkowym, 2-3 dodatkowymi w tylnej ½ i jednym przedwierzchołkowym.

## Rozprzestrzenienie
Znane są dwa gatunki z północnych Indii (jeden endemiczny) i po jednym z Nepalu i Iranu.